# Język elseng
Język elseng, także: janggu (a. djanggu), sawa, tabu (a. tapu), morwap – język papuaski używany w prowincji Papua w Indonezji. Posługuje się nim nie więcej niż 300 osób.
Z danych publikacji Peta Bahasa wynika, że posługują się nim społeczności Koya i Koso we wsi Koya Koso w dystrykcie Abepura. Oprócz tego jest używany we wsiach Skamto, Benquin i Ambes Kori (dystrykt Kemtuk Gresi). Odrębnie sklasyfikowano język elseng koarjap (elseng kwarja), którego zasięg obejmuje wsie Kwarja (dystrykt Yapsi), Omon i Sobun (dystrykt Gresi Selatan). Według Ethnologue w użyciu jest także język indonezyjski, aczkolwiek w silnie ograniczonym zakresie. Ludność Elseng opiera się wpływom zewnętrznym.
Nazwa morwap ma charakter pejoratywny i nie jest używana oficjalnie, ani też akceptowana przez samych użytkowników. Nazwa tabu (pierwotnie tapu) znaczy tyle, co „niedorozwinięci ludzie”. Miała upowszechnić się w okresie, kiedy ludność Tidore odwiedzała region w poszukiwaniu ptaków rajskich.
Jego przynależność nie została dobrze ustalona. Wcześniej był zaliczany do rodziny transnowogwinejskiej, jednakże nie jest blisko spokrewniony z żadnym innym językiem. William A. Foley (2018) i Harald Hammarström (2018) klasyfikują go jako izolat. Formy zaimków sugerują, że może być spokrewniony z językami granicznymi, ale nie potwierdza tego zebrany materiał leksykalny.
Cechuje się ubogim systemem zaimków. Nie istnieje rozróżnienie między liczbą mnogą a pojedynczą ani między drugą a trzecią osobą.
Jest bardzo słabo udokumentowany, dostępne materiały ograniczają się do krótkich list słownictwa. Powstała także analiza fonologiczna (Burung 2000), jednakże przeprowadzono ją z udziałem osoby, która opuściła swoją wieś 20 lat wcześniej i miała sprawniej posługiwać się językiem indonezyjskim. Publikacja miała na celu zarejestrowanie jedynie podstawowych danych nt. języka oraz poinformowanie o ewentualnej potrzebie dokonania przekładu Pisma Świętego. Jego gramatyka pozostaje bliżej niezbadana.
Jest zagrożony wymarciem. Nie wykształcił piśmiennictwa.